# Constantin Dumitrescu (sculptor medalist)
Constantin Dumitrescu (n. 15 mai 1950, București) este un sculptor medalist român.

## Biografie
Constantin Dumitrescu s-a născut la București, la 15 mai 1950. Unchiul său, Ion Dumitrana, care era gravor la Fabrica de Timbre, l-a sfătuit să se angajeze la Monetăria Statului (august 1965). Aici a fost ucenicul gravorului Haralambie Ionescu, cunoscut prin frumoasele monede românești pe care a gravat efigiile ultimilor doi regi ai României.
După ce a absolvit liceul, a studiat la Școala de Arte, sub îndrumarea sculptorului Gheorghe Adoc.
Constantin Dumitrescu este pasionat de realizarea portretelor. A realizat o mulțime de medalii, pe care a portretizat personalități române: Mihai Eminescu, Ion Creangă, Veronica Micle… De multe ori, a colaborat cu alți artiști români, din domeniul gravurii:  Nicolaie Pascu Goia, sculptorul și medalistul Teodor Zamfirescu, Gheorghe Adoc, Kruch și alții.
În 1974, a avut o contribuție deosebit de importantă la realizarea gravurii primei medalii românești, de calitate „proof”, care a fost dedicată lui Ioan Vodă cel Cumplit.
După 1989, a realizat proiectele monedelor românești cu valori nominale de 5, 20, 50, 1.000 de lei.
În 1994, a realizat proiecte, nefinalizate prin emitere, ale unor monede bimetalice cu valori nominale de 250 și 500 de lei.
În anul 2000, cu prilejul împlinirii a 150 de ani de la nașterea lui Mihai Eminescu, prin Decret al Președintelui României Emil Constantinescu, sculptorul medalist Constantin Dumitrescu a fost decorat cu medalia comemorativă Mihai Eminescu.
Constantin Dumitrescu este membru al Federației Internaționale de Medalistică (FIDEM).